# Next (îmbrăcăminte)

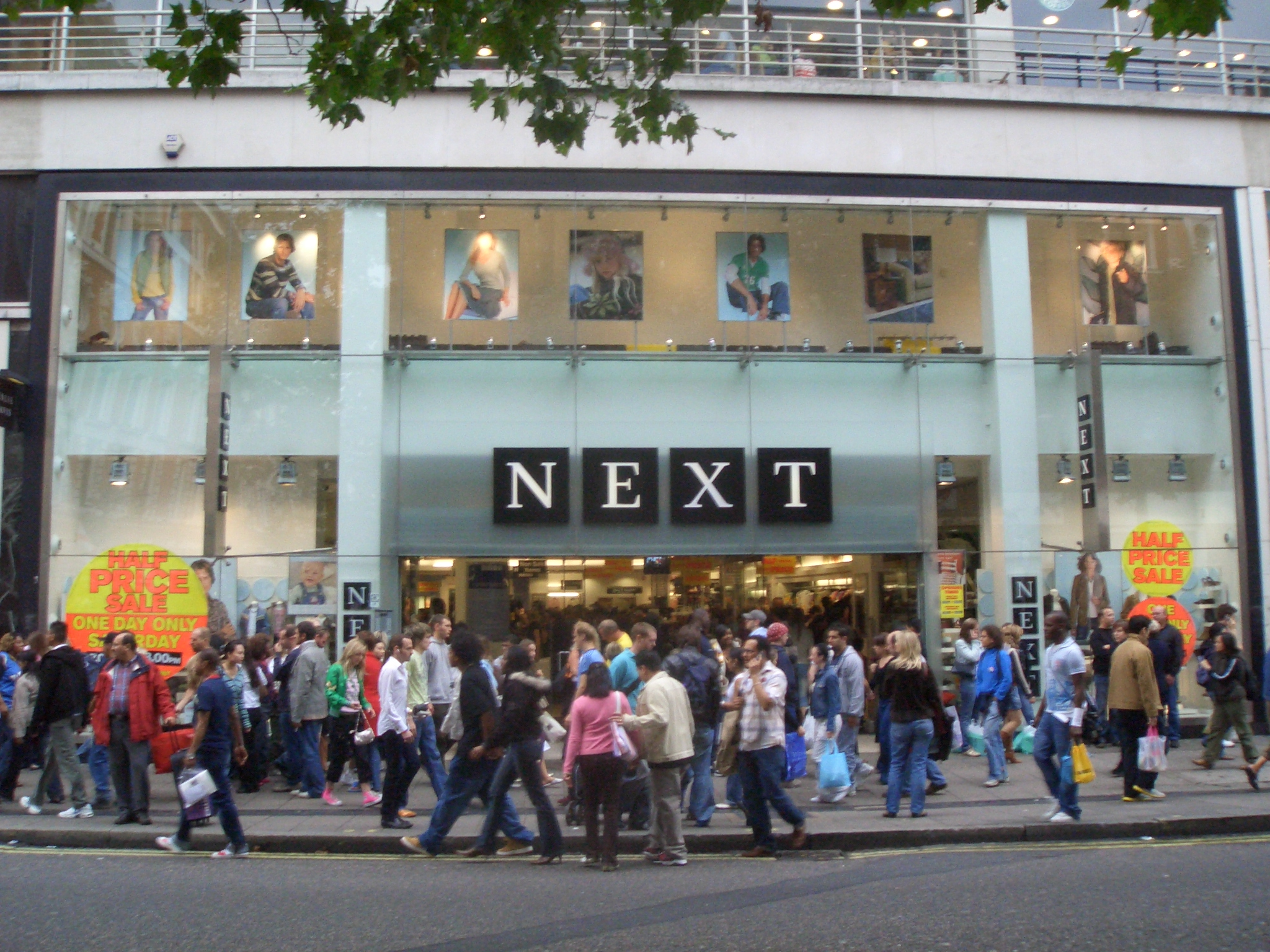
Magazinul Next din Oxford Street în Londra

Next este un lanț de magazine din Marea Britanie.
În mai 2008, Next opera un lanț de peste 480 de magazine în Marea Britanie și Irlanda și peste 140 de magazine francizate la nivel internațional.
Portofoliul de produse al companiei cuprinde îmbrăcăminte pentru femei, bărbați și copii și accesorii. Printre competitorii Next se numără Marks&Spencer, Zara, Mango și Debenhams.
Compania a deschis primul magazin în România la București în mai 2008. Compania vizează deschiderea a cel puțin trei magazine la nivel local, până la finalul anului 2009.